# Système de jeu de Pokémon
Vous pouvez aider à l'améliorer ou bien discuter des problèmes sur sa page de discussion.
- Il ne cite pas suffisamment ses sources. Vous pouvez indiquer les passages à sourcer avec {{référence nécessaire}} ou {{Référence souhaitée}}, et inclure les références utiles en les liant aux notes de bas de page. (Marqué depuis juin 2025)
- Son texte doit être wikifié : il ne correspond pas à la mise en forme Wikipédia (style, typographie, liens internes, liens entre les wikis, etc.). (Marqué depuis juin 2025)

- Archive Wikiwix
- Bing
- Cairn
- DuckDuckGo
- E. Universalis
- Gallica
- Google
- G. Books
- G. News
- G. Scholar
- Persée
- Qwant
- (zh) Baidu
- (ru) Yandex
- (wd) trouver des œuvres sur Wikidata

Le système de jeu de la série de jeux vidéo Pokémon, développée par Game Freak pour Nintendo et introduite au Japon en 1996, est fondé sur la capture et l'entraînement de 1025 créatures appelées Pokémon, afin de les utiliser pour combattre des Pokémon sauvages et ceux d'autres dresseurs Pokémon. La puissance des Pokémon au combat est déterminée par leurs statistiques d'attaque, de défense et de vitesse et ils peuvent apprendre de nouvelles capacités en accumulant des points d'expérience ou si leur dresseur leur donne certains objets. Chaque génération successive de jeux a introduit de nouveaux Pokémon, de nouveaux objets et de nouveaux concepts de jeu. Certains de ces concepts de jeu sont d'abord apparus ailleurs que dans les jeux : ainsi, les combats doubles existaient déjà dans le dessin animé, tandis que les capacités spéciales sont similaires au « Pouvoir Pokémon » de Pokémon Trading Card Game.[réf. nécessaire]

## Principe
Tous les jeux de rôle Pokémon des premiers aux derniers se déroulent dans une région fictive du monde Pokémon, et débutent lorsque le joueur reçoit un Pokémon de départ de la part du professeur de la région. Il doit alors parcourir le monde pour attraper des Pokémon, les faire évoluer et défier les autres dresseurs Pokémon, notamment les huit Champions, pour enfin pouvoir affronter la Ligue Pokémon et obtenir le titre de Maître Pokémon. Une intrigue secondaire consiste dans chaque jeu à défaire un organisme criminel qui essaye de conquérir le monde en utilisant la puissance de ses Pokémon : suivant les jeux, il s'agit de la Team Rocket, la Team Aqua, la Team Magma, la Team Galaxy, la Team Plasma, Team Flare, la Team Skull, la Team Yell ou la team Star.
Parmi les infrastructures notables du monde Pokémon, on trouve les centres Pokémon, les boutiques Pokémon et les arènes. Les centres Pokémon soignent gratuitement et instantanément les Pokémon du joueur et permettent d'accéder à des ordinateurs pour gérer le stock de l'ensemble des Pokémon capturés. Les centres Pokémon permettent également au joueur de se connecter avec les cartouches de jeu d'autres joueurs pour échanger des Pokémon avec eux ou les combattre. Les boutiques Pokémon sont des magasins où le joueur peut acheter des objets avec l'argent qu'il gagne grâces aux combats ; certaines villes ont des boutiques spécialisées comme une pharmacie ou un supermarché. La majorité des villes comporte également une arène Pokémon qui abrite un dresseur particulièrement puissant, spécialisé dans un type de Pokémon, qui porte le titre de Champion. S'il le vainc, le joueur reçoit du Champion un badge qui lui sert à avancer dans le jeu. Lorsque le joueur obtient les huit badges du jeu, il peut affronter la Ligue Pokémon, composée de quatre dresseurs et du Maître de la Ligue. Cette victoire marque la fin de la quête principale et permet d'accéder des quêtes annexes qui prennent place dans des endroits précédemment inaccessibles.
Le but du jeu est d'obtenir au moins un individu de chaque espèce de Pokémon, afin de compléter son Pokédex, l'encyclopédie qui recense les différentes espèces de Pokémon. Depuis la troisième génération de jeux, une fois que toutes les espèces de Pokémon de la région sont capturées, le joueur peut basculer son Pokédex en mode Pokédex national afin de capturer tous les Pokémon existants, de Bulbizarre (Bulbasaur) au dernier Pokémon de cette région. Le nombre de Pokémon augmente à chaque génération de jeu : il passe de 151 dans la première génération à plus de 890 dans la huitième génération.

## Entraînement de Pokémon

### Combat Pokémon
Les combats entre les Pokémon constituent le cœur de la série de jeux vidéo Pokémon. Ils permettent au joueur d'entraîner ses Pokémon et sont au cœur de la progression de l'histoire. Des combats peuvent également être engagés entre différents joueurs qui relient entre eux leurs consoles grâce au câble link ou à la technologie sans fil, en ligne ou locale.

#### Manière de combattre
Pokémon utilise le système de combat au tour par tour. Lorsque le joueur défie un dresseur ou rencontre un Pokémon sauvage, l'écran fait apparaître une scène de combat présentant le Pokémon du joueur, le Pokémon adverse, leur barre de points de vie et un menu d'actions. Le Pokémon qui engage le combat est celui que le joueur a placé en tête de liste sur les six qu'il peut transporter. Au début de chaque tour, les deux parties peuvent choisir d'attaquer, d'utiliser un objet, de changer de Pokémon pour un autre de l'équipe ou de fuir l'affrontement. Cette dernière possibilité n'est cependant possible que face à un Pokémon sauvage et non lors d'un combat contre un autre dresseur. Un dresseur peut utiliser un objet sur un de ses Pokémon mais tous les Pokémon, même sauvages, peuvent porter un objet. Ces derniers servent généralement à donner un effet passif au Pokémon mais dans le cas des Pokémon sauvages, il s'agit souvent d'objets sans effet ou simplement thématiques. Si l'objet porté par un Pokémon est une baie, elle peut être consommée automatiquement si les conditions sont remplies et sans que le dresseur ne perde un tour pour la donner au Pokémon. Si les deux protagonistes décident d'attaquer, celui qui frappe en premier est déterminé par leur statistique de vitesse ; certaines attaques peuvent néanmoins être prioritaires sur toute autre ou au contraire attaquer systématiquement en dernier. Si un des protagonistes choisit une autre option que l'attaque, elle est presque systématiquement prioritaire (seule l'attaque "poursuite" est prioritaire dans le cas spécifique d'un changement de Pokémon : elle attaque le Pokémon avant qu'il ne quitte le combat).
Chaque Pokémon utilise ces attaques pour réduire les points de vie de son adversaire à zéro, niveau où le Pokémon est dit « K.O. » et s’évanouit – Satoshi Tajiri, le concepteur de Pokémon, soucieux d’y limiter la violence, a fait le choix de ne jamais faire mourir les Pokémon à la suite d'un combat. Le nombre de point de vie perdu à chaque attaque dépend de nombreux facteurs comme les statistiques et talents des Pokémon, la puissance et le type de l'attaque, etc. Si le Pokémon du joueur gagne, il reçoit des points d'expérience qui lui permettent de gagner un niveau et ainsi de s'améliorer (augmentation de statistiques voir apprentissage de nouvelles attaques ou évolution). Si le Pokémon du joueur perd, le joueur peut décider d'en utiliser un autre ou, face à un Pokémon sauvage, de s'enfuir (ce qui peut échouer). S'il n'a plus de Pokémon valides dans son équipe, il perd le combat, retourne au dernier centre Pokémon visité et perd la moitié de son argent.

##### Combats en double et Combats en triple et en rotation

###### Combats en double
Les jeux Pokémon Rubis et Saphir introduisent les combats en double entre dresseurs : chacun combat avec deux Pokémon à la fois. Bien que les mécaniques de base restent les mêmes qu'en combat normal, les attaques peuvent avoir pour cibles les deux adversaires en même temps, voire toucher l'allié en plus des opposants. Certaines attaques ne fonctionnement que pendant des combats en double. Pokémon Diamant et Perle introduisent les combats en double avec les Pokémon sauvages si le joueur est accompagné d'un personnage non jouable. Pokémon Noir et Blanc supprime cette dernière contrainte et met en place des zones spécifiques où les Pokémon sauvages apparaissent par paire.

###### Combats en triple et en rotation
Pokémon Noir et Blanc a également introduit les combats en triple et les combats en rotation. Dans les combats en triple, les équipes envoient trois de leur Pokémon à la fois. Le Pokémon sur le côté gauche peut attaquer tous les Pokémon à l'exception de celui sur le côté droit, et réciproquement. Dans les combats en rotation, les équipes envoient trois Pokémon en même temps, mais seulement un seul à la fois peut combattre. Le Pokémon qui est au combat peut permuter avec les deux autres sans perdre son tour. Ces deux types de combat ne sont présents que dans Pokémon Noir et Blanc et sa suite Pokémon Noir et Blanc 2.

##### Rencontre en horde et combat aérien
Pokémon X et Y introduisent deux nouveaux systèmes de combat. La rencontre en horde permet de combattre jusqu'à cinq Pokémon sauvages généralement faible en même temps avec un seul Pokémon de son équipe. Le combat aérien permet d'affronter des dresseurs, uniquement avec des Pokémon pouvant voler, c'est-à-dire des Pokémon possédant le type vol ou le talent "lévitation",. À cette fin, les modèles 3D, spécialement créés pour ces jeux, des Pokémon présentant ces caractéristiques sont tous représentés en vol ou en lévitation, ce qui assure la cohérence graphique de ces combats. Ces deux types de combat ne sont présents que dans les jeux de la sixième génération, à savoir Pokémon X et Y et Pokémon Rubis Oméga et Saphir Alpha.

#### Types

Les forces et les faiblesses des dix-sept différents types.

Il existe dix-huit différents types de Pokémon : Acier, Combat, Dragon, Eau, Électrik, Fée, Feu, Glace, Insecte, Normal, Poison, Plante, Psy, Roche, Sol, Spectre, Ténèbres, Vol. Deux d'entre eux, les types Acier et Ténèbres ont été introduits dans Pokémon Or et Argent et un, le type Fée a été introduit dans Pokémon X et Y. Chaque Pokémon a un ou deux types différents, qui détermine ses forces et ses faiblesses à la manière d'un jeu pierre-papier-ciseaux ; un double type combine les forces et les faiblesses de chacun des deux types. Chacune des quelques centaines d'attaques des Pokémon appartient également à un de ces types. La mécanique pierre-papier-ciseaux détermine l'efficacité du Pokémon durant un combat : par exemple, un Pokémon de type feu subit des dégâts doubles de la part d'une attaque de type eau, tandis qu'une attaque de type électrique n'a aucun effet sur un Pokémon de type sol. Les types doubles peuvent ainsi souffrir de doubles faiblesses : par exemple, les attaques de type Feu, qui ont un effet double contre les Pokémon de type plante et de type insecte auront donc un effet quadruple sur Parasect, qui regroupe ces deux types. Réciproquement, un Pokémon peut être quatre fois plus résistant à une attaque. La capacité d'un Pokémon peut également changer l'efficacité de certains types d'attaque : ainsi, le même Parasect peut avoir une capacité qui le rend insensible aux attaques de type eau et augmente encore de 25 % les dégâts des attaques de type feu contre lui.

#### Capacité
Comme les personnages de beaucoup de jeux vidéo de rôle, les Pokémon sont capables d'apprendre un large éventail de capacité. Ces capacités peuvent infliger des dégâts, provoquer des altérations de statut, faire varier les statistiques des Pokémon, soigner le lanceur, etc. Elles sont apprises par le Pokémon lorsqu'il monte de niveau, en utilisant des capsules, via le maître des capacités, un PNJ, ou encore par reproduction. Les attaques qu'un Pokémon peut apprendre varient en fonction de son espèce : un Pokémon évolué peut ne pas apprendre les mêmes attaques que ses pré-évolutions. Tout Pokémon ne peut connaître qu'au total quatre attaques en même temps. Chaque attaque a un type, une puissance, une classe, une précision et des points de pouvoir.
Chaque capacité appartient à l'un des dix-huit types — la seule exception étant l'attaque Malédiction, qui avait un type « ??? » avant de devenir de type Spectre dans Noir et Blanc. L'efficacité d'une attaque dépend du rapport entre le type de l'attaque et le ou les types du Pokémon cible. Les phrases typiques associés à cet aspect sont « C'est très efficace. » lorsque les dégâts sont au moins doubles, « Ce n'est pas très efficace. » lorsque les dégâts sont au moins de moitié et « Cela n'affecte pas [Pokémon de défense] ! » ; aucun message n'est affiché s'il n'y a pas de rapport particulier entre les types. Dans le cas où le type de Pokémon lanceur est le même que celui de l'attaque (car les Pokémon n'apprennent pas uniquement des attaques de leur type), la puissance brute de l'attaque augmente de 50 %. Cette technique est communément appelée same type attack bonus (STAB), qui peut être traduit par « bonus d'attaque du même type ».
La puissance d'une attaque détermine combien de points de vie sont enlevés au Pokémon cible. D'autres facteurs sont pris en compte pour déterminer ces dégâts : les statistiques d'attaque du lanceur et ceux de défense de la cible, les coefficients dus aux rapports des types de l'attaque et de la cible, et des objets tenus par les Pokémon. Certaines attaques n'ont pas de puissance, elles ne font pas directement de dégâts et servent à augmenter les statistiques du Pokémon ou à affaiblir celles de l'adversaire, à altérer son statut, à soigner le lanceur ou à provoquer d'autres effets divers et variés.
Les attaques infligeant des dégâts sont réparties en deux classes, physique et spéciale. Une attaque physique prend en compte, pour calculer les dégâts infligés, la statistique d'attaque du Pokémon lanceur et la statistique de défense du Pokémon cible ; une attaque spéciale prend en compte la statistique d'attaque spéciale et de défense spéciale. Dans les trois premières générations de jeux, la classe de l'attaque était déterminée par son type ; à partir de Diamant et Perle, les attaques sont individuellement classifiées comme physique ou spéciale. Ce changement entraîne d'importantes variations avec les générations précédentes, puisque les Pokémon peuvent désormais utiliser efficacement des attaques de types auxquels ils n'avaient pas accès jusqu'alors.
La précision d'une attaque détermine la probabilité de toucher le Pokémon cible, probabilité également déterminée avec la précision du lanceur et l'esquive de la cible (qui sont de base à « zéro », sans modificateur d'une attaque un Pokémon a exactement le pourcentage de chance de toucher de la capacité quel que soit ses statistiques). Le plus souvent, une très puissante attaque dispose d'une précision faible. Les attaques One Hit Knock-out (OHKO), traduisible par « K.O. en un coup », battent instantanément le Pokémon adverse si elles réussissent à toucher, mais ne disposent que d'une très faible précision (30 %) et exigent pour réussir que le lanceur soit d'un niveau supérieur ou égal à la cible — ou, pendant la première génération, que sa vitesse soit supérieure à celle du lanceur. Certaines attaques réussissent à coup sûr car elles ne sont pas affectées par l'esquive du défenseur ou par la précision de l'attaquant : c'est notamment le cas des attaques augmentant les statistiques ou soignant le lanceur.

#### Points de pouvoir
Les points de pouvoir (PP) d'une attaque indiquent le nombre de fois que le Pokémon peut utiliser l'attaque. Comme avec la précision, une attaque puissante est souvent compensée par une faible quantité de PP. Une fois que le Pokémon a utilisé la totalité des PP d'une certaine attaque, il ne peut plus l'utiliser avant d'être soigné. Lorsque le Pokémon a utilisé la totalité des PP de toutes ses attaques, il utilise une attaque appelée Lutte, qui le blesse lorsqu'il porte un coup. Dans la première génération, les PP des Pokémon adverses ne diminuent pas, permettant à ses dresseurs d'utiliser des attaques puissantes un nombre anormal de fois.

#### Statut
Certaines capacités peuvent provoquer des effets secondaires en plus d'infliger des dégâts, notamment une altération du statut de la cible. Par exemple, l'attaque Tonnerre a une légère chance de paralyser l'adversaire, ce qui réduit fortement la vitesse de l'adversaire et peut l'amener à ne pas pouvoir attaquer pendant le tour de jeu. Un grand nombre d'attaques ne causent pas de dégâts et se limitent à ce type d'effets, qui n'a alors plus le même caractère aléatoire.

#### Capacité Z
Pokémon Soleil et Lune introduisent la Capacité Z. Elle ne change pas l'apparence, mais dispose d'une force d'attaque surprenante.

#### Talent
Le talent est un mécanisme introduit dans Pokémon Rubis et Saphir, sous le nom de « capacité spéciale ». Chaque espèce de Pokémon peut avoir une à trois talents différents, mais chaque individu ne peut en avoir qu'une seule, définie aléatoirement lorsque le joueur rencontre le Pokémon.
La quasi-totalité des talents produit ses effets au cours des combats. Elles peuvent améliorer les caractéristiques propres du Pokémon ou baisser celles du Pokémon adverse, lui infliger des altérations de statut comme la paralysie ou l'empoisonnement, etc. : par exemple, la capacité spéciale des Pokémon de départ de type plante, Engrais, augmente leurs attaques de ce type lorsque leurs points de vie sont faibles ; la capacité spéciale Intimidation d'Arbok baisse les statistiques d'attaque du Pokémon adverse lorsqu'il est envoyé au combat. D'autres capacités rendent le Pokémon insensible à certaines attaques, comme Lévitation qui permet à un Pokémon comme Latias d'être immunisé contre les attaques de type sol, Absorb Eau de Lokhlass (Lapras), qui régénère ses points de vie lorsqu'il est touché par une attaque de type Eau, ou Torche comme Ponyta, qui lui permet l'immunise des attaques Feu et augment son attaque lorsqu'elle en reçoit. Un Pokémon avec la capacité Paratonnerre, comme Ossatueur (Marowak) protège également son partenaire des attaques électrique dans un match double. Monaflèmit (Slaking), qui est extrêmement puissant, est un des seuls Pokémon à avoir une capacité qui le désavantage : Absentéisme ne lui permet d'attaquer qu'un tour sur deux.
Certains talents peuvent être utilisés hors des combats entre Pokémon. Par exemple, un Pokémon avec la capacité Ramassage comme Miaouss (Meowth) peut récupérer des objets au sol. En outre, à partir de Pokémon Émeraude, une poignée de capacité produisent des effets dans et hors les combats : par exemple, un Pokémon avec la capacité Intimidation permet au joueur de rencontrer moins souvent des Pokémon de bas niveau.
Pokémon Noir et Blanc introduit les talents cachés, sous le nom « capacité cachée », qui initialement ne peuvent rencontrées que sur les Pokémon obtenus par Internet sur le Pokémon Global Link, soit grâce au Pokémon Dream World ou à des événements promotionnels. Il y a aussi de rares cas de Pokémon où leur capacité cachée est disponible dans le jeu principal, soit grâce à un rencontre spéciale, soit grâce à un échange dans le jeu avec un PNJ. Dans Pokémon X et Y, les capacités spéciales sont renommées talents.

### Attraper un Pokémon

#### Capture
Comme chaque joueur commence avec son unique Pokémon de départ, la capture est l'un des aspects les plus fondamentaux, et la principale méthode de recrutement de nouveaux Pokémon dans la partie du joueur.
Durant un combat contre un Pokémon sauvage, le joueur peut, au lieu de le vaincre, choisir de le capturer au moyen des nombreux types différents de Poké Balls. Les chances de réussite varient, mais sont améliorées si les PV du Pokémon sont bas (une condition obligatoire, contrairement aux autres plus secondaires), si la cible est affectée par un statut altérant, ou si une Poké Ball plus forte ou plus adaptée est utilisée.
Si la capture est réussie, les données du Pokémon sont ajoutées au Pokédex (s'il s'agit de la première obtention de cette espèce de Pokémon dans la partie), le joueur peut lui donner un surnom et le Pokémon est ajouté à la partie du joueur. Toutefois, si l'équipe du joueur est rempli du maximum de six Pokémon, le Pokémon capturé est instantanément dans une boîte accessible avec un PC. Dans la première et la deuxième génération, lorsque la boîte est remplie, le joueur ne peut plus attraper de nouveaux Pokémon, jusqu'à ce qu'il ou elle accède à son PC et change de boîte. Dans les autres versions, les nouveaux Pokémon sont envoyés vers la prochaine boîte valide.

#### Évolution
L'évolution (進化, shinka) est un changement brusque et irréversible d'un Pokémon plus proche d'une métamorphose que d'une évolution, et est généralement accompagnée d'une augmentation des valeurs statistiques. Le joueur peut choisir de mettre à terme l'évolution à tout moment avant que l'animation soit terminée (seulement avec une augmentation par niveau), simplement en appuyant sur la touche B. L'évolution peut se produire de différentes manières, le plus habituel est d'acquérir suffisamment d'expérience durant un combat. Il existe de nombreux autres facteurs qui peuvent déterminer si, quand et dans quelle condition les différents Pokémon vont évoluer. Les autres méthodes originales sont l'utilisation d'un objet appelé la pierre d'évolution ou en échangeant ses Pokémon avec un autre joueur. Plus tard, les méthodes d'évolution mis dans les jeux incluent la dépendance sur le bonheur du Pokémon envers son dresseur, le moment de la journée du jeu, portant un objet unique tout en étant échangé, le sexe, la région du jeu où le Pokémon évolue, ou l'échange pour un Pokémon spécifique, la montée de niveau en ayant un Pokémon d'un certain type dans son équipe ou en tenant sa console à l'envers. L'évolution permet de compléter son Pokédex sans à avoir à capturer à nouveau le Pokémon.
La Méga-Évolution est un changement temporaire du Pokémon. Celui-ci conserve son nom, mais sous la forme « Méga ». Ce procédé d'évolution temporaire est apparu dans les jeux vidéo Pokémon X et Y. Seuls certains Pokémon peuvent évoluer de la sorte. Le Pokémon change également de morphologie et ses types peuvent être modifiés. Pour cela, il faut que le Pokémon tient sur lui un objet appelé « méga-gemme ».
Pokémon Rubis Oméga et Saphir Alpha, remakes de Pokémon Rubis et Saphir, introduisent la Primo-Résurgence, une transformation spéciale qui est exclusive aux Pokémon légendaires de ces versions : Kyogre et Groudon. C'est une forme semblable à la Méga-Évolution.

## Statistiques
Tous les Pokémon ont six statistiques (familièrement appelés « stats ») qui déterminent leurs performances lors des combats : les points de vie (PV), l'Attaque, la Défense, l'Attaque spéciale, la Défense spéciale et la Vitesse. Dans la première génération de jeux, l'Attaque spéciale et la Défense spéciale étaient confondus en une même statistique appelée Spécial. Ces statistiques augmentent de quelques points à chaque fois que le Pokémon gagne un niveau.
Les points de vie déterminent l’aptitude du Pokémon à combattre : lorsqu’ils tombent à zéro, le Pokémon est K.O. ; il ne peut alors plus combattre jusqu'à ce qu'il soit réanimé, soit dans un centre Pokémon, soit grâce à un objet adapté. L’attaque et l’attaque spéciale du Pokémon déterminent la puissance de ses attaques, respectivement physiques et spéciales ; sa défense et sa défense spéciale déterminent sa résistance aux attaques adverses, respectivement physiques et spéciales. La vitesse, enfin, détermine l’ordre dans lequel les Pokémon attaquent à chaque tour de jeu : du plus rapide au plus lent, sauf exceptions, dues notamment à l’emploi de certaines attaques.
Il existe deux autres statistiques, la précision et l’esquive, qui déterminent la probabilité pour le Pokémon attaquant d’atteindre son adversaire. Plus la précision du lanceur est faible et plus l’esquive de la cible est haute, plus l’attaque a de chances d’échouer, et réciproquement – et ce indépendamment de la précision intrinsèque de l’attaque utilisée. Ces statistiques sont fixes, égales pour tous les Pokémon, et ne varient pas lorsque le Pokémon gagne un niveau. Elles peuvent cependant être modifiées par des capacités spéciales, des objets ou des attaques.
Si les statistiques affectent l’aptitude du Pokémon au combat, le combat affecte également les statistiques : de nombreuses attaques peuvent les modifier le temps d’un combat.
Les statistiques de chaque Pokémon varient en fonction de ses statistiques de base, de sa nature, de ses valeurs d’effort, et de ses valeurs individuelles, permettant ainsi à chaque Pokémon d’avoir des statistiques uniques.

### Statistiques de base
Pour chacune des six statistiques, chaque espèce de Pokémon se voit attribuer une statistique de base, qui détermine si elle est naturellement plus ou moins puissante dans ce domaine. Les statistiques de base sont les mêmes pour tous les individus d’une même espèce : ainsi, c’est parce que leur statistique de base en vitesse est plus élevée que les Alakazam sont plus rapides que les Ronflex (Snorlax) au même niveau. La valeur des statistiques de base varie de 1 – pour les PV de Munja (Shedinja) – à 255 – pour les PV de Leuphorie (Blissey). Lorsqu'un Pokémon évolue, ses statistiques de base augmentent fortement ; de manière exceptionnelle, elles peuvent baisser, par exemple les points de vie de Munja.
À partir de cette base peut être calculée la valeur de chaque statistique du Pokémon à chaque niveau, mais la combinaison d'autres facteurs fait que deux Ronflex de même niveau peuvent avoir une vitesse légèrement différente. En additionnant toutes les statistiques de bases d’une espèce, on obtient un total qui permet d’évaluer la puissance d’un Pokémon : celui-ci varie de 175 pour  Froussardine (Wishiwashi) à 720 pour Arceus.

### Valeur individuelle
Les valeurs individuelles (individual value, IV) aussi appelées valeurs de diversification (diversification value, DV) sont des mécanismes qui permettent de créer une diversité statistique au sein d’une même espèce. En effet, au contraire des statistiques de base, qui sont propres à chaque espèce de Pokémon, les valeurs individuelles sont propres à chaque Pokémon et font varier de manière marginale le maximum que peut atteindre chacune de ses statistiques. Les valeurs individuelles de chaque statistique sont un mécanisme interne au jeu et demeurent inconnues pour le joueur ; elles sont attribuées aléatoirement lors de la rencontre avec le Pokémon et sont ensuite fixes pour le reste de la partie.

### Valeur d'effort
Les valeurs d'effort (effort value, EV) sont des valeurs cachées qui influencent sur les statistiques des Pokémon. De différents niveaux de valeurs d'effort peut créer une différence significative dans les statistiques du Pokémon. Quand un Pokémon met KO un adversaire, il gagne des points d'expérience, également connu sous le nom de « EXP » et reçoit un nombre et un type d'EV en fonction de l'espèce de Pokémon battu. Chaque Pokémon vaincu donne au moins un EV aux Pokémon qui l'ont combattu. Certains facteur, comme tenir le Bracelet Macho, peuvent augmenter la vitesse acquisition des EV. En outre, la consommation de vitamine augmente les EV des Pokémon, cependant, à un certain seuil, il les refusera. Certaines baies peuvent améliorer la loyauté du Pokémon, mais elles font baisser les EV. Il y a une limite à l'attribution des EV afin d'éviter une amélioration incessante. La limite totale est atteinte lorsque le total des EV attribués à un Pokémon atteint 510 points sans dépasser 252 EV dans chaque statistique.
Dans la première et la deuxième génération de jeux, un système similaire appelé « Stats Exp », est utilisé. Comme avec les valeurs d'effort, il y a une limite au nombre Stat Exp qu'un Pokémon peut avoir dans chaque stat, mais, contrairement aux valeurs d'effort, il n'y a pas de limite au Stat Exp totale qu'un Pokémon peut avoir simultanément, ce qui signifie qu'un Pokémon peut avoir des stats maximum à tous les statistiques.

### Nature du Pokémon
La nature des Pokémon a d'abord été introduite dans Pokémon Rubis et Saphir. Chaque Pokémon a une nature, générée au hasard, qui ne peut être changée. La nature du Pokémon influe sur ses statistiques offensives ou défensives : sur les vingt-cinq natures possibles, vingt augmentent le taux de croissance d'une statistique mais diminue une autre. Les cinq autres augmentent et diminuent la même statistique en même temps, ainsi elle n'est pas affectée. La nature détermine aussi leur goût pour les Pokéblocs et les Poffins.

## Objet
À travers les jeux, le joueur peut récolter beaucoup de différents objets. La large majorité peut être stocké dans le sac du joueur.

### Objet de soin
De nombreux objets dans le jeu sont utilisés pour guérir les Pokémon pendant et hors des combats, un peu comme le centre Pokémon. Les objets pour la restauration des points de vie sont inclus dans la variété de potions. Les objets de contre le changement de statut incluent l'Antidote (contre l'empoisonnement), le Réveil (pour réveiller le Pokémon endormi), l'Anti-Para (pour soigner la paralysie), l'Anti-Gel (pour dégeler le Pokémon), l'Anti-Brûle (pour soigner les brûlures) et le Total Soin (pour guérir tous les problèmes de statuts). Le Rappel restaure la moitié des points de vie du Pokémon, s'il est évanoui. Le plus puissant Rappel Max restaure la totalité des PV du Pokémon évanoui. La Cendre Sacrée est un objet plus rare. Il restaure la totalité des points de vie de tous les Pokémon évanouis du joueur. Les objets de restauration des points de pouvoir incluent l'Huile et l'Exilir, contrairement aux objets de soin, ils ne peuvent pas être acheté dans les boutiques. Ils peuvent être trouvés grâce à l'exploration ou à la capacité Ramassage.

### Capsules technique et secrètes
Les capsules techniques (CT) et les capsules secrètes (CS) peuvent être utilisées pour apprendre une attaque à un Pokémon. Les CT peuvent être trouvées dans les boutiques ou dans la nature, mais avant la cinquième génération, ne peuvent être utilisés qu'une seule fois. Les CS sont très rares et peuvent être utilisées en dehors d'un combat après avoir obtenu le badge d'un champion d'arène spécifique, et peuvent être utilisées autant de fois que nécessaire. Ils sont très utiles dans la progression du jeu. Par exemple, un Pokémon qui apprend la CS « Surf » peut transporter le protagoniste à travers les eaux, ce qui est nécessaire pour trouver les villes sur des îles. Quand un Pokémon apprend une CS, elle ne peut être supprimée ou enlevée à moins de parler à un PNJ qui peut le faire, appelé l'effaceur de capacité.

### Objet clé
Les objets clés sont plus rares que les objets réguliers et sont plutôt remis au joueur que trouvés. Ceci inclut les cannes pour pêcher les Pokémon qui vivent dans l'eau, la bicyclette qui permet au jouer d'aller plus vite, le Cherch'Objet, et des clefs qui peuvent ouvrir des portes fermées de lieux importants. Ces objets ne peuvent être vendus, jetés, ou tenus par un Pokémon.

### Objet tenu
Depuis Pokémon Or et Argent, chaque Pokémon est capable de tenir un seul objet. Ces objets portés par les Pokémon peuvent faire de nombreuses choses ; les baies peuvent être consommées durant les combats pour redonner de la vie ou améliorer les statistiques sans utiliser un tour de combat, tandis que d'autres objets tenus peuvent améliorer la puissance défensive ou offensive du Pokémon. D'autres objets peuvent permettre aux Pokémon d'évoluer ou de méga-évoluer.

### Poké Ball
La Poké Ball (Monster Ball (モンスターボール, Monsutābōru) dans les versions originales japonaises) est un dispositif sphérique pour attraper les Pokémon sauvages et les stocker lorsqu'ils ne sont pas actifs. En cas de contact, les boules convertissent les Pokémon en énergie et sont enfermés à l'intérieur. Les Pokémon sauvages sont capables de résister et de se libérer ; mais les Pokémon affaiblis et les Pokémon avec un statut spécial sont moins en mesure de lutter et plus facile à capturer. Les Pokémon légendaires sont plus difficiles à capturer, et nécessitent de nombreuses Poké Ball ou des plus puissantes pour les capturer. Si le joueur tente de capturer un Pokémon d'un PNJ, ce dernier bloquera la Ball pour éviter le larcin.

### Pokédex

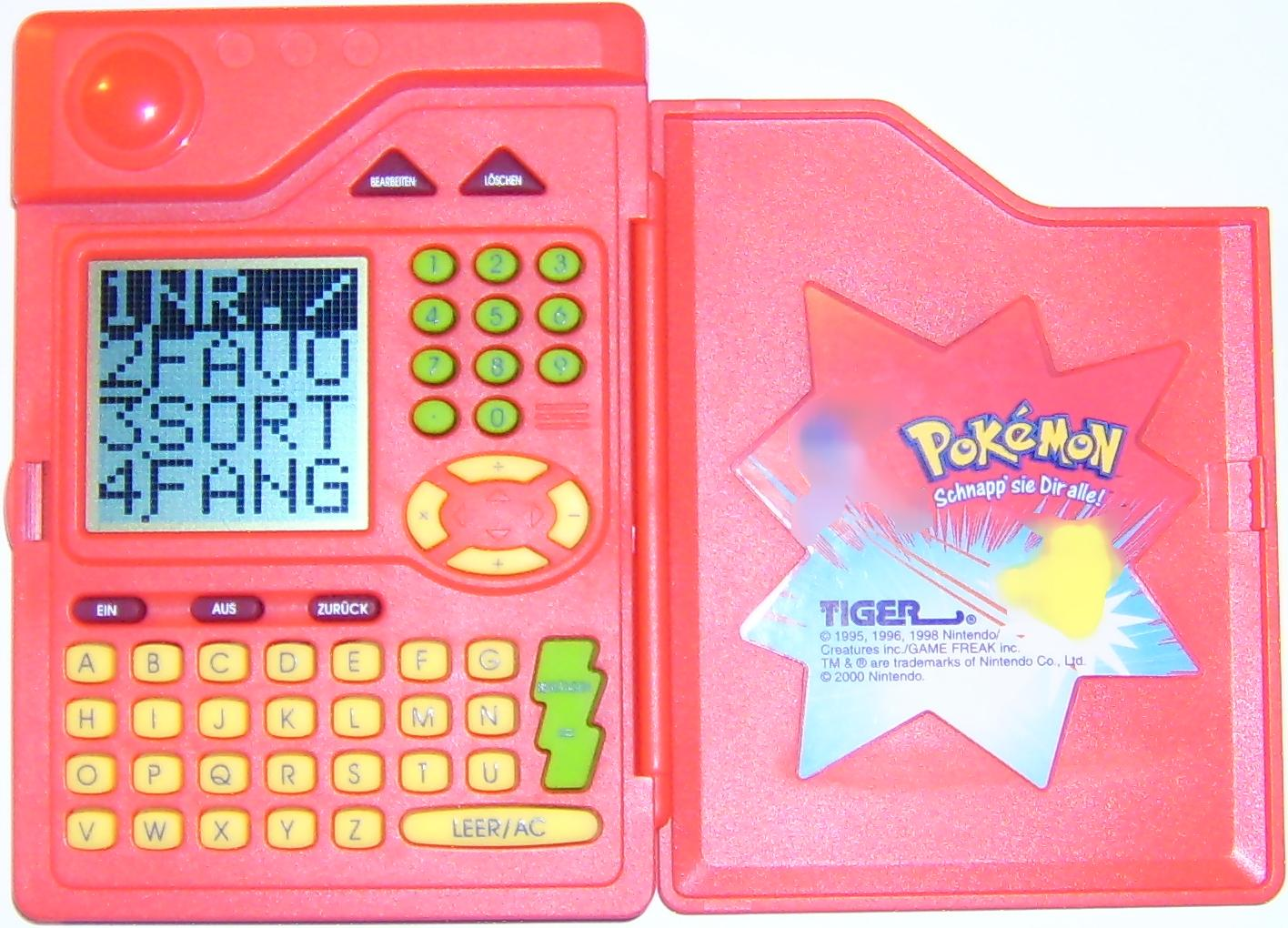
Un jouet en forme de Pokédex.

Le Pokédex (ポケモン図鑑, Pokemon Zukan, littéralement « Encyclopédie Pokémon ») est un appareil électronique conçu pour cataloguer et fournir des informations sur les Pokémon. Le nom du Pokédex est un mot-valise entre Pokémon et index. Dans les jeux vidéo, quand un Pokémon est le premier de son espèce capturé, sa taille, son poids, son type et une courte définition (différente pour chaque génération) sont ajoutés au Pokédex du joueur. Chaque région a son propre Pokédex. Le Pokédex National permet à tous les Pokémon de toutes les régions d'être catalogué.

## Pokémon particuliers

### Pokémon de départ
| Pokémon de départ                                    | Pokémon de départ | Pokémon de départ | Pokémon de départ |
| ---------------------------------------------------- | ----------------- | ----------------- | ----------------- |
| Vert, Rouge, Bleu, Rouge Feu et Vert Feuille         | Bulbizarre        | Salamèche         | Carapuce          |
| Jaune et Let's Go, Pikachu                           | Pikachu           | Pikachu           | Pikachu           |
| Let's Go, Évoli                                      | Évoli             | Évoli             | Évoli             |
| Or, Argent, Cristal, HeartGold et SoulSilver         | Germignon         | Héricendre        | Kaiminus          |
| Rubis, Saphir, Émeraude, Rubis Oméga et Saphir Alpha | Arcko             | Poussifeu         | Gobou             |
| Diamant, Perle et Platine                            | Tortipouss        | Ouisticram        | Tiplouf           |
| Noir, Blanc, Noir 2 et Blanc 2                       | Vipélierre        | Gruikui           | Moustillon        |
| X et Y                                               | Marisson          | Feunnec           | Grenousse         |
| Soleil, Lune, Ultra-Soleil et Ultra-Lune             | Brindibou         | Flamiaou          | Otaquin           |
| Épée et Bouclier                                     | Ouistempo         | Flambino          | Larméléon         |
| Légendes Pokémon : Arceus                            | Brindibou         | Héricendre        | Moustillon        |
| Écarlate et Violet                                   | Poussacha         | Chochodile        | Coiffeton         |
| Légendes Pokémon : Z-A                               | Germignon         | Gruikui           | Kaiminus          |

Le Pokémon de départ, ou starter, est le premier Pokémon que le joueur reçoit au début de sa quête des mains du professeur de la région, sauf dans Pokémon X et Y, où il le reçoit d'un ami. Il a traditionnellement le choix entre trois Pokémon, chacun de type plante, feu et eau – quoique certains Pokémon de départ aient un second type. Ces Pokémon évoluent toujours deux fois et, bien qu'ils fassent partie du Pokédex régional, dont ils constituent les premières entrées, ils ne sont pas capturables à l'état sauvage, rendant nécessaire le recours à l'échange pour obtenir les deux Pokémon non choisis. Après que le joueur ait choisi son Pokémon, son rival prend parmi les Pokémon restants celui qui sera faible contre celui du joueur : eau contre plante, plante contre feu, feu contre eau.
La version jaune fait exception à ce concept. Le joueur ne peut pas choisir son Pokémon et reçoit un Pikachu, à l'instar de Sacha, le héros de la série animée. Son rival reçoit quant à lui un Évoli (Eevee), qui évoluera en Aquali, Pyroli ou Voltali (Vaporeon, Jolteon ou Flareon) en fonction du nombre de combats remportés par le joueur contre son rival.
Les versions Pokémon Let's Go, Pikachu et Let's Go, Évoli reprennent le système de la version jaune. Dans Pokémon Let's Go, Pikachu, le joueur obtient Pikachu. Et dans Pokémon Let's Go, Évoli, la joueuse obtient Évoli. Le ou la rival(e) prendra le Pokémon opposé.
Dans le jeu Légendes Pokémon : Arceus, se déroulant dans la région de Sinnoh, les Pokémon de départ proviennent de différentes régions, ces derniers arrivant à Sinnoh aux côtés d'un Professeur Pokémon qui les a rencontrés lors de ses nombreuses recherches autour du monde.

### Pokémon légendaire
| Pokémon légendaire   | Pokémon légendaire                                                                                                   |
| -------------------- | --- |
| Première génération  | Artikodin, Électhor et Sulfura Mewtwo                                                                                |
| Deuxième génération  | Raikou, Entei et Suicune Lugia et Ho-Oh                                                                              |
| Troisième génération | Regirock, Regice et Registeel Latias et Latios Kyogre et Groudon Rayquaza                                            |
| Quatrième génération | Heatran Regigigas Créhelf, Créfollet et Créfadet Dialga et Palkia Giratina Cresselia                                 |
| Cinquième génération | Boréas, Fulguris et Démétéros Cobaltium, Terrakium et Viridium Reshiram et Zekrom Kyurem                             |
| Sixième génération   | Xerneas et Yveltal Zygarde                                                                                           |
| Septième génération  | Type:0 et Silvallié Tokorico, Tokotoro, Tokopiyon et Tokopisco Cosmog, Cosmovum, Solgaleo et Lunala Necrozma         |
| Huitième génération  | Zacian et Zamazenta Éthernatos Wushours et Shifours Regieleki et Regidrago Blizzeval et Spectreval Sylveroy Amovénus |
| Neuvième génération  | Koraidon et Miraidon Chongjian Baojian Dinglu Yuyu Ogerpon Terapagos                                                 |

Un Pokémon légendaire (伝説のポケモン, Densetsu no Pokemon, Pokémon de légende) a la particularité de ne pouvoir être capturé qu'une seule et unique fois par jeu, sauf en cas de glitch. En conséquence, il ne peut plus être capturé s'il est vaincu par le joueur. Certains de ces Pokémon font exception en réapparaissent s'ils sont vaincus, tels que Palkia et Dialga qui réapparaissent une fois la Ligue Pokémon vaincue.
Les Pokémon légendaires sont exceptionnellement puissants et pour la plupart difficiles à capturer. Ils n'évoluent pas, sont asexués et incapables de se reproduire. Cependant ces règles connaissent plusieurs exceptions : depuis Pokémon Soleil et Lune, certains Pokémon évoluent et sont tout de même considérés comme légendaires comme Cosmog, Type:0 ou encore Wushours ; les génies Démétéros, Boréas, Fulguris et Amovénus sont sexués (les trois premiers sont des mâles, le dernier est une femelle) ; Manaphy et Phione peuvent se reproduire mais leurs œufs ne donnent que des Phione.
Leurs comportements varient en fonction des jeux : ils sont le plus souvent statiques et attendent une interaction du joueur pour entrer en combat mais parfois ils se déplacent aléatoirement à travers la carte du monde et fuient les combats lorsque le joueur les rencontre, ce qui les rend encore plus difficiles à capturer.
Dans la mythologie Pokémon, les Pokémon légendaires se présentent souvent par groupe de deux, trois ou quatre. On retrouve par exemple les oiseaux Artikodin, Electhor et Sulfura, le duo éon Latios et Latias ou encore les totems Tokorico, Tokopisco, Tokotoro et Tokopyion. Certains n'appartienent à aucun groupe comme Heatran ou Éthernatos.
Depuis la deuxième génération de jeux, les jeux principaux de la série ont pour mascotte un Pokémon légendaire qui tient un rôle dans l'intrigue du jeu ; de plus, la quasi-totalité des Pokémon légendaires sont au centre de l'intrigue de l'un des films Pokémon.

### Pokémon fabuleux
| Première génération  | Mew                                           |
| Deuxième génération  | Celebi                                        |
| Troisième génération | Jirachi Deoxys                                |
| Quatrième génération | Phione et Manaphy Darkrai Shaymin Arceus      |
| Cinquième génération | Victini Keldeo Meloetta Genesect              |
| Sixième génération   | Diancie Hoopa Volcanion                       |
| Septième génération  | Magearna Marshadow Zeraora Meltan et Melmetal |
| Huitième génération  | Zarude                                        |
| Neuvième génération  | Pêchaminus                                    |

Un Pokémon fabuleux (幻のポケモン, Maboroshi no Pokemon, Pokémon de rêve) est un Pokémon légendaire qui ne peut pas être capturé dans les jeux – à moins d'exploiter des bugs, des codes de triche ou qu'ils soient remis par Nintendo lors d'événements promotionnels. Leur obtention n'est en conséquence pas nécessaire pour réussir le Pokédex – sans quoi cet objectif serait inatteignable. Ces Pokémon sont habituellement placés à la fin de leur Pokédex respectif. Le premier de ces Pokémon fabuleux est Mew qui a été programmé dans les jeux originaux comme un Pokémon secret par un des membres de l'équipe de développement, et dont l'existence a finalement été révélée quelques mois plus tard lors d'une opération promotionnelle. Cependant, Arceus (qui est un Pokémon fabuleux) peut être obtenu dans le jeu Légendes Pokémon : Arceus.

### Ultra-Chimère
| Ultra-Chimère              | Ultra-Chimère                                                         |
| -------------------------- | --------------------------------------------------------------------- |
| Soleil et Lune             | Zéroïd Mouscoto Cancrelove Câblifère Bamboiselle Katagami Engloutyran |
| Ultra-Soleil et Ultra-Lune | Vémini et Mandrillon Ama-Ama et Pierroteknik                          |

Les Ultra-Chimères sont des Pokémon légendaires apparus pour la première fois dans la septième génération de Pokémon. Il en existe onze espèces au total, certains d'entre eux apparaissant plus d'une fois en jeu.

### Pokémon chromatique

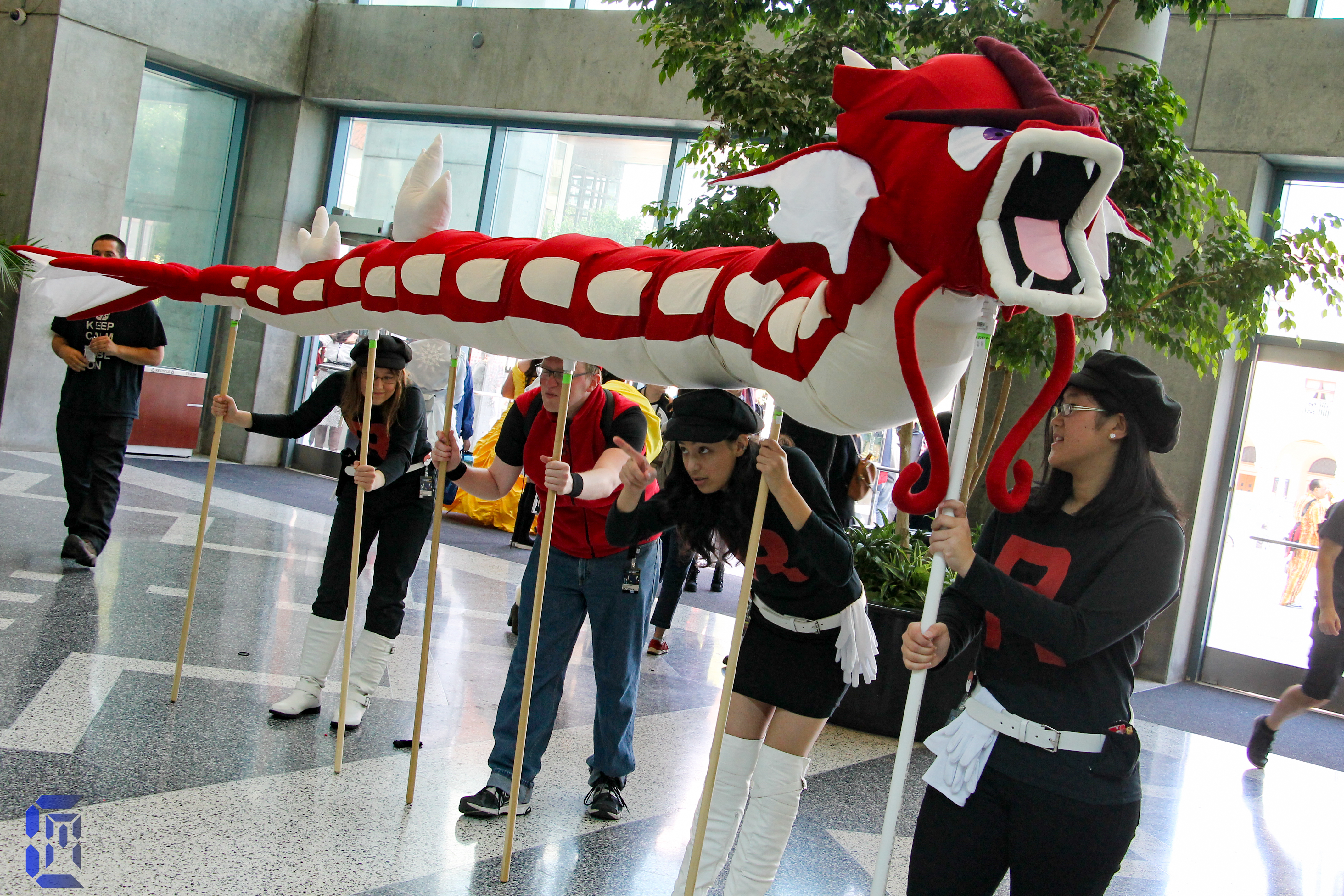
Un Léviator chromatique.

Les Pokémon chromatiques ou shiny (du japonais 光る (shining, « brillant » en anglais)) sont des Pokémon de couleur différente des Pokémon ordinaires de la même espèce. Ils ont été introduits dans les versions Or et Argent et apparaissent également dans la série animée La rencontre avec un Pokémon chromatique est extrêmement rare ; la probabilité d'en rencontrer un est d'une chance sur 8 192 de la deuxième à la cinquième génération, puis de 4 096 depuis la sixième génération. Certains Pokémon sont programmés pour être chromatiques lors de leur rencontre avec le joueur : l'exemple le plus connu étant le Léviator rouge présent au lac Colère dans les versions Or, Argent, Cristal, HeartGold et SoulSilver mais on peut aussi dire que dans Pokémon Cristal, un œuf donné au joueur par l'homme de la garderie a 50 % de chance en plus pour devenir un chromatique dans la version japonaise et 12,5 % dans les autres versions. Il existe de nombreux moyens d'accroître les chances d'obtenir un Pokémon chromatique en fonction des jeux. Par exemple, dans la deuxième génération de jeux, la reproduction d'un Pokémon chromatique avec un Pokémon ordinaire a une chance plus élevée (1 à 64) de produire un Pokémon chromatique. Quant à Pokémon Diamant, Perle et Platine, le Poké Radar peut être utilisé pour faire une chaîne ininterrompue de rencontre de Pokémon de la même espèce et ainsi améliorer les chances de rencontrer un Pokémon chromatique.
Le Pokémon chromatique n'est pas nécessairement meilleur que les Pokémon ordinaires, même si dans Or, Argent et Cristal, ils ont une meilleure moyenne de valeur individuelle. À partir de la troisième génération, le changement de couleur est déterminé par une autre valeur et ceci ne sont pas plus puissants que d'autres Pokémon durant le combat. En effet, le caractère chromatique est défini par un nombre généré à partir du numéro ID du dresseur, d'un ID secret et d'une partie des bits de la valeur de personnalité. La plupart des fans considèrent les Pokémon chromatiques comme des objets de collection, du fait qu'ils soient rares.

### Bébé Pokémon
| Pokémon bébé         | Pokémon bébé                                                        |
| -------------------- | ------------------------------------------------------------------- |
| Deuxième génération  | Pichu Mélo Toudoudou Togepi Debugant Lippouti Élekid Magby          |
| Troisième génération | Azurill Okéoké                                                      |
| Quatrième génération | Rozbouton Korillon Manzaï Mime Jr. Ptiravi Goinfrex Riolu Babimanta |
| Huitième génération  | Toxizap                                                             |

Certains Pokémon ont des pré-évolutions qui sont issus d'un œuf. Ces œufs sont normalement obtenus avec la reproduction entre Pokémon capturés dans la nature, mais sont parfois donnés comme cadeaux à le personnage du joueur par des PNJ. Connus sous le nom de « Bébé Pokémon », ces Pokémon ne peuvent se reproduire, mais ont des évolutions qui peuvent se reproduire. Pour obtenir une grande partie de Bébé Pokémon par la reproduction de leur évolution, il est nécessaire que le parent porte un encens, sinon il ne donnera pas le Bébé Pokémon mais son évolution. Par exemple, un Roserade qui se reproduit donnera par défaut un œuf de Rosélia (qui n'est pas un Bébé Pokémon et est l'évolution de Rozbouton). Il faut lui faire porter un encens fleur pour qu'il donne un œuf de Rozbouton (qui est un Bébé Pokémon).

## Connectivité

### Échange de Pokémon

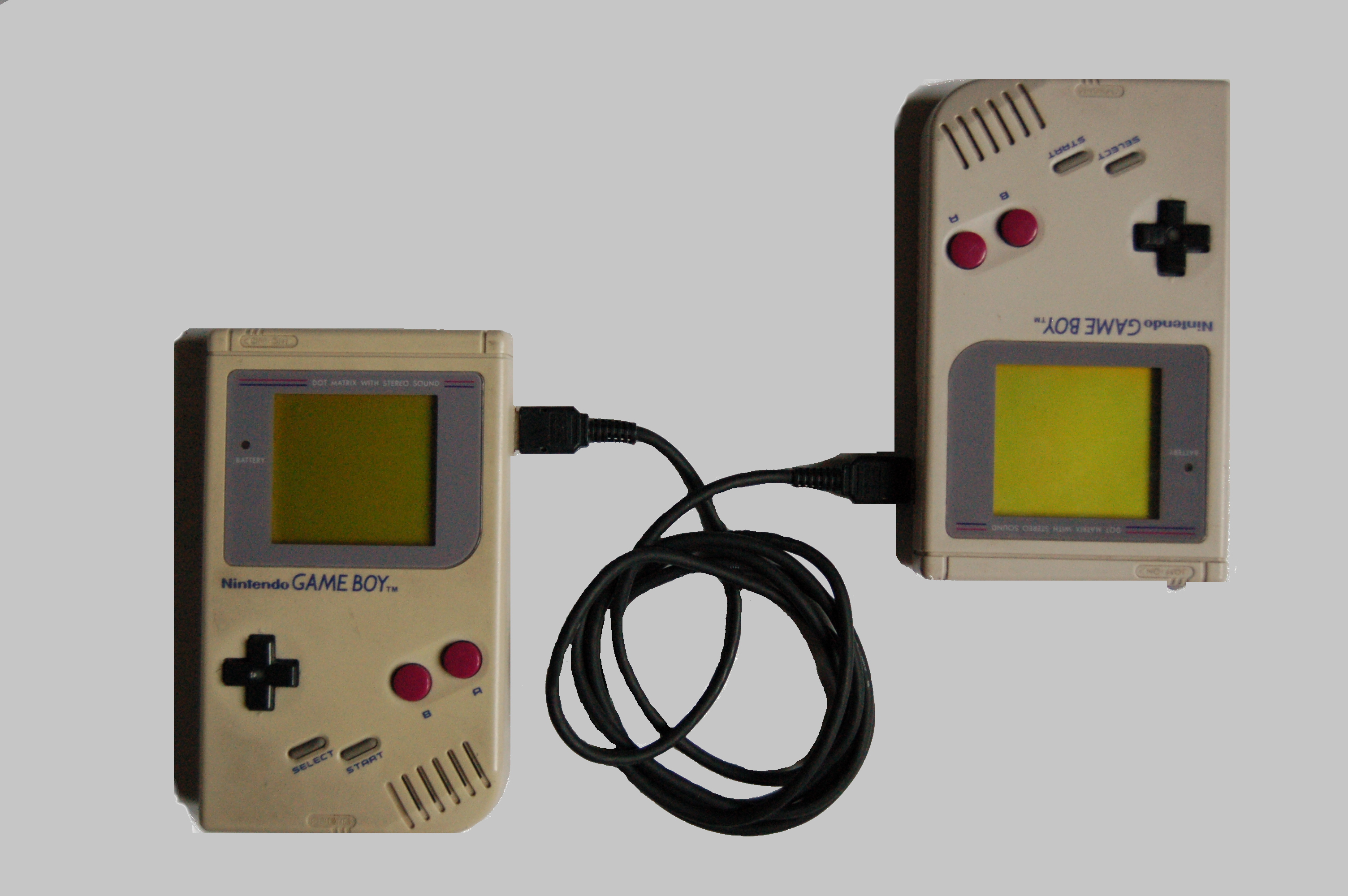
Deux Game Boy reliées par le câble link.

L'échange est un aspect important des jeux Pokémon car il est impossible en ne possédant qu'une seule cartouche d'attraper tous les Pokémon. En effet, dans chaque génération de jeux, un certain nombre de Pokémon sont exclusifs à une cartouche. Par exemple Abo et Arbok sont complètement absents des versions Bleue et Jaune mais présents dans la Rouge. D'autres Pokémon ne sont disponibles qu'après avoir fait un choix. L'exemple le plus évident est le choix du Pokémon de départ parmi les trois au début de la partie. Le seul moyen d'obtenir les deux autres est par l'échange. Un autre aspect de la négociation est dans le jeu, avec les PNJ, qui permettent au joueur d'obtenir un Pokémon autrement indisponible. Par exemple, le seul moyen d'obtenir Onix dans les versions Rouge et Bleue (autre que l'échange avec une autre cartouche) est à travers un échange avec un PNJ dans le jeu. Certains Pokémon ne peuvent évoluer qu'à la suite d'un échange comme Spectrum et Kadabra. Or et Argent continue avec cette idée avec l'ajout des objets tenus ; certains Pokémon ne peuvent évoluer qu'en tenant un objet précis durant un échange comme Onix ou Insécateur qui, à partir de la deuxième génération, peuvent évoluer, respectivement, en Steelix et en Cizayox en tenant l'objet Peau Métal avant l'échange. Noir et Blanc introduit un nouveau système d'échange où deux Pokémon, Carabing et Escargaume, ne peuvent évoluer, en Lancarçot et en Limaspeed respectivement, qu'en étant échangés l'un contre l'autre.
Avant que le concept de reproduction soit introduit, les joueurs pouvaient parfois se contenter de simplement échanger leur Pokémon entre les cartouches en le rendant immédiatement, notamment dans le cas d'un Pokémon unique comme un Légendaire ou un Pokémon de départ, car le Pokédex du jeu vérifie si un joueur a déjà obtenu un Pokémon mais pas s'il l'a encore.
Pour favoriser les échanges, même entre version identique, Game Freak a implanté le fait qu'un Pokémon échangé reçoive un bonus de points d’expérience par rapport à ce qu'il obtient normalement à chaque combat. En contrepartie, les Pokémon échangés n'obéissent pas toujours à leur nouveau dresseur s'il n'a pas assez de badges d'arène.
Les échanges entre les jeux sur la Game Boy et les systèmes connexes sont assurés grâce au câble link qui se fixe dans les ports présents sur toutes les Game Boy. La taille des ports varie entre les consoles, de sorte que plusieurs câbles hybrides ont été créés, qui permettent, par exemple, la liaison entre la Game Boy originale et la Game Boy Color. Pokémon Rouge Feu et Vert Feuille comprennent une clef spéciale sans fil qui se branche sur le port de liaison de jeu pour communiquer sans fil localement. Sur la Nintendo DS, le DS Wireless Communications a été utilisé à la place. Diamant et Perle a également introduit la Global Trade Station (GTS), une plate-forme où les joueurs du monde entier peuvent s'échanger leurs Pokémon grâce à la Connexion Wi-Fi Nintendo. La GTS a ensuite été présente dans tous les jeux de la franchise principale, démocratisant ainsi l'échange par Internet.

### Cadeau mystère
Le cadeau mystère, un moyen de recevoir des objets par d'autres personnes, est introduit dans Pokémon Or et Argent et est apparu dans tous les jeux Pokémon depuis. Pour utiliser le cadeau mystère, il faut l'activer dans le jeu d'une manière spécifique. À partir des versions Noir et Blanc, il est disponible d'entrée de jeu.
Dans Or, Argent et Cristal, si les joueurs alignent le port infrarouge de leur Game Boy et activent le cadeau mystère dans le menu d'introduction, chacun reçoit un objet. Ce processus envoie également l'équipe Pokémon de l'autre joueur, qui est possible d'affronter chaque jour dans le Club des Dresseurs à Jadielle. L'équipe du joueur y est contrôlée par un ordinateur. Les joueurs peuvent utiliser un nombre illimité de fois le cadeau mystère, mais une seule fois par journée avec le même personne. En plus, un joueur de Pokémon Stadium 2 avec une cartouche Or, Argent ou Cristal branchée sur le Tranfer Pak peut utiliser le cadeau mystère avec une fille dans la Ville Blanche. Un cadeau mystère peut aussi être reçu par la connexion avec un Pocket Pikachu 2 GS.
Diamant et Perle élargissent le cadeau mystère pour y inclure une variété d'options transférables. Après avoir activé le cadeau mystère, les joueurs peuvent obtenir des objets via Nintendo Wi-Fi ou Wi-Fi Connection, et peuvent également les transférer à des amis. La connexion sans fil permet également au joueur de transférer des objets de Pokémon Battle Revolution.

#### Événement mystère
Dans Rubis et Saphir, le cadeau mystère est remplacé par l'événement mystère. Cette fonction utilise l'e-Reader. En utilisant cet fonction spéciale, le joueur peut recevoir des objets spéciaux tels que des baies rares ou le Passe Eon. Dans Rouge Feu, Vert Feuille et Émeraude, le cadeau mystère est un moyen d'obtenir des objets des événements promotionnels de Nintendo (par l'utilisation de l'adaptateur sans fil) qui permettent au joueur de capturer des Pokémon autrement inaccessibles comme Mew ou Deoxys.

### Banque Pokémon et Poké Transfert
La banque Pokémon est une application disponible sur Nintendo 3DS et lancée en France le 4 février 2014 qui, comme son nom l'indique, permet de stocker en ligne des Pokémon depuis des cartouches de Pokémon X et Y pour un abonnement de 5€ par an. Elle augmente drastiquement la capacité de stockage de Pokémon : alors que dans les jeux, le joueur peut avoir accès à 32 boites de stockage, chacune pouvant contenir 30 Pokémon, la Banque Pokémon donne accès à 100 boites de stockage et permet ainsi de stocker 3000 Pokémon. Les Pokémon ainsi stockés ne sont plus rattachés à une cartouche mais à une console et peuvent donc facilement être transférés d'un jeu à l'autre en changeant de cartouches. Cela permet également aux joueurs de conserver leurs Pokémon en cas de perte ou de suppression d'une sauvegarde de jeu. Cette application est compatible avec tous les jeux Pokémon de la sixième et de la septième génération. Cependant, un Pokémon qui serait allé dans un jeu de la septième génération ne peut plus retourner dans un jeu de la sixième pour éviter des bugs.
La Banque Pokémon possède également un système de points, nommés Poké Miles, qui s'accumulent quand un grand nombre de Pokémon y sont stockés. Les Pokémiles sont ensuite transférables dans les jeux de la sixième génération où ils servent à acheter des objets. Ils peuvent également être transformés en Point Combat, avec un ratio de 10 Pokémiles pour 1 Point de Combat, et transférés dans les jeux de la sixième et de la septième génération où ils servent à acheter des objets rares et stratégiques.
L'autre intérêt majeur de la Banque Pokémon est de permettre le transfert de Pokémon des jeux de la cinquième génération vers des jeux de la sixième ou septième génération. Cette manipulation nécessite d'avoir également l'application Poké Transfert sur sa 3DS et d'y avoir inséré un jeu de la cinquième génération. Au lancement de Poké Transfert, l'application propose de transférer tous les Pokémon présents dans la Boite 1 du jeu de la cinquième génération vers la Banque Pokémon en précisant que les Pokémon ne pourront plus retourner dans leur jeu d'origine,. Ainsi, il est possible de transférer des groupes de 30 Pokémon d'un coup.
Certains Pokémon événementiels ont également été distribués via la Banque Pokémon,.
Le 28 mars 2023, à la suite de l'arrêt du service Nintendo e-shop sur la 3DS et la WII U, il n'est plus possible de télécharger les deux applications ni d'acheter l'abonnement Banque Pokémon. Les services de la Banque Pokémon deviennent gratuits. L'application Pokémon Home est très semblable au fonctionnement de la Banque Pokémon mais est disponible sur Switch, IOS et Android et est compatible avec les jeux de la huitième et neuvième génération en échange d'un abonnement. Les transferts depuis les jeux précédents se font via la Banque Pokémon.

## Reproduction
La reproduction des Pokémon a été introduite dans Pokémon Or et Argent. Les Pokémon peuvent être élevés dans une garderie. Ce sont des endroits le plus souvent gérés par une personne âgée ou un couple (PNJ) qui demande une compensation financière aux dresseurs de Pokémon. Si deux Pokémon compatibles sont laissés sur place, ils peuvent éventuellement produire un œuf, que le dresseur pourra prendre gratuitement. Après que le dresseur ait parcouru une certaine distance, l'œuf éclot en un jeune Pokémon issu de l'espèce de la mère (le plus souvent sa sous-évolution la plus basse bien qu'il puisse exister une condition d'objet tenu par les parents pour certaines espèces).

### Compatibilité
La compatibilité est généralement limitée à un mâle et une femelle. Ainsi, les espèces de Pokémon sont affectés aux groupes d'œufs, ce qui détermine leur compatibilité avec d'autres espèces d'élevage. Les Pokémon peuvent appartenir à deux groupes d'œufs ; pour se reproduire, ils doivent partager au moins un groupe. Pour accélérer la production d'un œuf par les parents, il est possible d'accoupler des parents issus de joueurs et/ou de nationalités différentes. Ainsi, les échanges internationaux sont encouragés. Si une espèce de Pokémon est entièrement masculine ou asexuée, la seule façon de se reproduire et d'obtenir un œuf de ce Pokémon est avec Métamorph (Ditto), un Pokémon métamorphe, qui peut aussi s'accoupler avec les autres Pokémon capables de se reproduire. L'œuf produit donnera un nouveau-nés de la ligne de l'évolution du Pokémon qui n'est pas Métamorph.
Un groupe restreint d'espèces ne peuvent pas se reproduire du tout ; elle comprend les Pokémon les plus légendaires et tous les Pokémon bébé (même si parfois la reproduction est possible en utilisant un Métamorph). C'est ce qu'on appelle le groupe d'œuf indéfini. Bien que certains Pokémon légendaires (comme Heatran et Cresselia) aient un sexe, ils refusent toujours de se reproduire. Une circonstance inhabituelle implique la relation de Manaphy et Phione : Manaphy peut se reproduire avec Métamorph pour créer l'éclosion d'un Phione, mais celui-ci n'évolue pas en Manaphy. Manaphy lui-même est obtenu à partir d'un œuf du jeu Pokémon Ranger, mais ne se reproduit jamais pour produire un œuf de Manaphy dans Pokémon Diamant, Perle et Platine.

### Héritage
Les Pokémon issus d'œufs peut hériter des statistiques de leurs parents. Le Pokémon hérite de la qualité (« Valeur individuelle » ou « IV ») d'un nombre aléatoire de statistiques (trois au maximum) de chaque parent. Si l'un des parents porte un objet particulier (le Nœud Destin) pendant la production d'on œuf, le nouveau-né aura alors obligatoirement 5 IV choisis aléatoirement parmi ceux de ses parents.
Les attaques peuvent également être hérités par l'élevage. Les attaques d'un Pokémon nouvellement éclos se divisent en trois catégories : les attaques sus, les attaques hérités et les attaques héréditaires ou « attaques œuf ». Les attaques sus sont les attaques que le Pokémon a naturellement à son niveau de départ ; les attaques hérités sont celles que le Pokémon est en mesure d'apprendre à des niveaux plus tard, ou par l'intermédiaire de CT ; et les attaques héréditaires, héritées du père, sont celles que le Pokémon ne serait pas capable d'apprendre normalement. Le Pokémon peut apprendre l'attaque à cette occasion comme il reçoit l'attaque d'un Pokémon d'une espèce différente. À la naissance, les attaques du Pokémon jeune sont remplis avec des mouvements apprises. Cependant, s'il y a des attaques hérédités ou héréditaires que le Pokémon peut apprendre, ils remplacent les attaques sus.

## Lieux de combat
Outre les dresseurs Pokémon que le joueur peut rencontrer durant tout son périple dans le monde Pokémon, d'autres lieux permettent aux joueurs de se mesurer à de meilleurs dresseurs.

### Arène Pokémon
Les arènes Pokémon (ポケモンジム, Pokemon Jimu) sont des bâtiments construit à travers le monde Pokémon, où les dresseurs Pokémon peuvent former ou qualifier pour la compétition de la Ligue Pokémon. Bien que les organisations internes des arènes peuvent varier, tous sont spécialisés dans un certain type de Pokémon et sont dirigés par un champion d'arène (ジムリーダー, Jimu Rīdā), un extraordinaire dresseur qui agit comme un boss de fin de niveau. Les arènes peuvent se trouver dans la plupart des villes du monde Pokémon.
Lorsque le champion officiel est battu, le joueur gagne un badge qui sert à prouver les compétences d'un dresseur et à avancer dans l'histoire du jeu. Une victoire permet au challenger de gagner une Capsule Technique unique qu'il peut apprendre à un de ses Pokémon, une attaque unique de l'arène. Elle permet généralement également au joueur de pouvoir activer une des Capacités Spéciales qui lui permet d'utiliser une attaque hors combat, comme la capacité à traverser les étendues d'eau grâce à Surf ou à couper les arbres bloquant le passage avec Coupe. Afin d'accéder à la Ligue Pokémon, le joueur doit obtenir huit badges différents. Dans les jeux vidéo, une région ne dispose que de huit arènes, même si le dessin animé assure l’existence d'autres arènes (comme Régis Chen avec ses dix badges). Il est dit que les Pokémon sont plus susceptibles de suivre les conseils d'un dresseur avec beaucoup de bagdes ; certains badges permettent également a dresseur d'utiliser des Pokémon de haut niveau échangés. Par exemple, lorsque le joueur bat le premier champion d'arène, les Pokémon obéiront toujours jusqu'au niveau 20, alors qu'auparavant, ils pouvaient ne pas obéir aux ordres lors des combats contre d'autres Pokémon.

### Ligue Pokémon
Lorsque le joueur a battu les huit champions d'arène, il peut se rendre à la Ligue Pokémon afin d'y combattre le Conseil des Quatre et le régional champion de la ligue, et finalement remporter le combat.
Contrairement aux générations précédentes, la Huitième génération n'inclut pas un Conseil des Quatre; le dresseur participe au Tournoi du Couronnement Mondial, où se battent les meilleurs dresseurs de Galar. Après avoir battu Tarak, le gagnant est champion de la région de Galar.

### Bâtiment de combat
En plus des arènes Pokémon, d'autres endroits ont été inclus dans les jeux Pokémon qui permettent au joueur de participer à des batailles supplémentaires.

#### Tour de combat
D'abord introduit dans Pokémon Cristal, la tour de combat (バトルタワー, Batoru Tawā) est une caractéristique accessible en dehors de l'histoire principale où le joueur fait face à plusieurs dresseurs en succession avec un nombre limité de Pokémon afin de recevoir des prix dans la forme d'objets rares ailleurs. La version japonaise de Cristal qui avec un adaptateur de téléphone portable a permis aux joueurs à en défier d'autres à la tour de combat. Les tours de combat qui apparaissent dans Rubis et Saphir, qui sont semblables à la tour de combat de Cristal, et dans Diamant et Perle, ont un système de points similaire à la Battle Frontier.

#### Battle Frontier
La Battle Frontier (バトルフロンティア, Batoru Furontia) est introduite dans Pokémon Émeraude, en remplacement de la tour de combat trouvée dans les jeux Rubis et Saphir. En plus d'avoir sa propre tour de combat, avec les mêmes règles que les précédents, le Battle Frontier ajoute plusieurs autres mécanismes de jeu qui font des batailles uniques en fin de combat. Par exemple dans le palais de combat, le joueur ne choisi pas ses attaques et dans l'usine de combat, il faut choisir ses Pokémon parmi ceux prêté aléatoirement. Au lieu de prix, le joueur reçoit des Point Battle (PB), qui peuvent être échangés contre des objets rares ou des CT. La tour de combat de Diamand et Perle utilise ce même système et il est remplacé par un Battle Frontier dans le jeu Pokémon Platine. Les jeux HeartGold et SoulSilver ont aussi un Battle Frontier, identique à celle de la version Platine, où la tour de combat est identique à celle de Cristal. Après une série de batailles dans chaque site, les joueurs rencontrent les meneurs de zone (フロンティアブレーン, Furontia Burēn) qui défient de la même manière que les autres combats et le joueur pourra gagner soit un symbole (シンボル, Shinboru, dans Émeraude) ou une photo souvenir (きねんプリント, Kinen Purinto, dans Platine, HeartGold et SoulSilver). Les meneurs de jeu peuvent être défiés une seconde fois afin d'obtenir des versions plus avancées de symbole ou de photo souvenir.

#### Dôme de combat
Émeraude contient également des dômes de combat (バトルテント, Batoru Tento) qui permettent au joueur de rencontrer certains des mécanismes de combat uniques de trois des sites de Battle Frontier. Plutôt que de points de combat, le joueur est récompensé par un objet qui est rare ou chère.

#### Métro de combat
Le métro de combat (バトルサブウェイ, Batoru Sabuwei) est unique aux jeux Noir et Blanc et sert de tour de combat et prennent la forme d'un métro. Dans la même veine que la tour de combat de Diamant et Perle et les nombreux Battle Frontier, le joueur gagnera des PB et après un certain nombre de batailles, il défie l'une ou l'autre des deux chef métro (サブウェイマスター, Sabuwei Masutā) en fonction de ce type de batailles (simple, double ou multi) qu'il effectuera. Il apparait également dans Noir 2 et Blanc 2.

## Compétitions Pokémon
En plus des combats, certaines compétitions ont été mises en place à travers la série afin de permettre d'avoir des mini-jeux.

### Concours Pokémon
Les concours Pokémon (ポケモンコンテスト, Pokemon Kontesuto) sont des compétitions de capacités chez les dresseurs Pokémon avec leurs Pokémon partenaires. Les concours Pokémon sont différents des combats entre Pokémon, ils permettent de tester le talent plutôt que la puissance. Ils sont apparus pour la première fois dans Pokémon Rubis et Saphir, puis dans Émeuraude, Diamant, Perle et Platine, dans ces trois derniers jeux, ils sont appelés les « Super concours ».

#### Condition et Catégorie
Il existe cinq catégories de représentation que les Pokémon peuvent participer : sang-froid, beauté, grâce, intelligence, et robustesse. De plus, il y a quatre rangs de concours : normal, super, hyper, et master. Pour y participer, le dresseur doit se rendre à la salle de concours avec le grade approprié. Afin de monter de grade, le dresseur doit gagner le grade inférieur. Dans Diamant et Perle, les concours sont renommés « super concours » et les quatre grades sont normal, méga, ultra, et master.

#### Pokéblocs
Les Pokéblocs, appelés Polock (ポロック, Porokku) en japonais et introduits dans Rubis et Saphir, sont des sortes de bonbon permettant d'augmenter une condition du concours et la loyauté du Pokémon. Ils sont créés à partir de baies dans le mini-jeu « Mixeur à baies », qui peut être joué entre deux et quatre joueurs humains ou contrôlés par ordinateur. Le type de baie mixé par tous les participants affecte la catégorie et l'efficacité du Pokébloc résultant. Les Pokéblocs peuvent aussi être utilisé dans le parc safari pour attirer les Pokémon sauvages.

#### Poffins
Les Poffins (ポフィン, Pofin), sont des sortes de pain, introduits dans Diamant et Perle en remplacement des Pokéblocs. Les Poffins sont fabriqués en rajoutant une baie à une pâte à l'intérieur d'un pot, et en remuant avec le stylet sur l'écran tactile de la Nintendo DS. Les Poffins peuvent être mélangés seulement en compagnie de partenaires humains et peuvent se faire en solo ou avec deux à quatre joueurs sans fil.

### Pokéathlon
Dans Pokémon Or HeartGold et Argent SoulSilver, le concours est remplacé par une compétition athlétique appelée Pokéathlon (ポケスロン, Pokesuron). Les jeux sont composés de compétitions athlétiques, comme la course de haies ou le relais, mais également de bataille de boules de neige ou du pachinko.

#### Bon Drink
Les statistiques des Pokémon peuvent être améliorés en consommant un Noigrume Drink, appelé Bon Drink (ボンドリンク, Bon Dorinku) en japonais et conçu à partir de Noigrume, que le joueur peut trouver à travers le monde.

### Music-Hall
Dans Pokémon Noir et Pokémon Blanc, le minijeu est le Music-Hall, appelé Pokémon Musicals (ポケモンミュージカル, Pokemon Myūjikaru) en japonais. Le Pokémon du dresseur est habillé avec des accessoires qui peuvent être mis en route durant la danse ; le joueur ne peut pas contrôler le Pokémon durant ce temps, il ne peut que faire appel aux accessoires. Si le public aime la performance, ils permettent d'offrir plus d'accessoires.

### Pokéwood
Le Pokéwood (ポケウッド, Pokeuddo) est un lieu qui n'apparait que dans Pokémon Noir 2 et Pokémon Blanc 2. Le joueur peut y tourner des films dans les studios puis de les regarder au Multiplex. Il y a un large choix de scénarios. On peut tourner soit avec sa propre équipe de Pokémon ou bien avec une équipe prêtée par les studios.